# Tasch Peak
Tasch Peak är en bergstopp i Antarktis. Den ligger i Västantarktis. Inget land gör anspråk på området. Toppen på Tasch Peak är 2 610 meter över havet.
Terrängen runt Tasch Peak är kuperad åt nordväst, men åt sydost är den bergig. Trakten är obefolkad. Det finns inga samhällen i närheten.